# Dieter Lenz (Schriftsteller)
Dieter Lenz (* 19. August 1941 in Bamberg) ist ein deutscher Schriftsteller und Verleger.

## Leben
Dieter Lenz ist Sohn des Schriftstellers Jürgen Lenz und dessen erster Ehefrau Else Gaidetzka. Er war Verlagsbuchhändler (buchhändlerische Lehre im Werner-Verlag, Düsseldorf), Verleger und Schriftsteller. 1963–1964 Aufenthalt in Schweden, 1965 in Bremen als Texter in der Werbeabteilung vom Weser-Kurier, 1965 Gründung des Kabaretts Die Blechtrommler, 1966 Texter und Konzeptor im Atelier Arkenberg, 1967 Umzug nach West-Berlin, Gründung der Buchhandlung „total-büchershop“ mit angeschlossenem Verlag PIT, angestellter Werbeleiter der Berliner Niederlassung des Bauverlages. In Partnerschaft mit Sigi Hirsch verlegte er unter anderem Werke von Arno Reinfrank (Für ein neues Deutschland, 1971; Das Manöver findet bei Straubs auf der Veranda statt, 1976; Plutonium hat keinen Geruch, 1978) und des Aphoristikers Harald Schmid. 1986 machte er sich selbständig, gründete den „Stadthaus-Verlag“, wobei er als Herausgeber und Redakteur vom modernisierungs-markt berlin, brandenburg (Fachzeitschrift für Sanierung und Modernisierung von Althäusern, Umweltschutz und Energieeinsparung) bis ins Jahr 2003 fungierte. Im Dieter Lenz-Verlag brachte er Russistik (Zeitschrift für Slavistik) heraus. 1993 zog er nach Blankenfelde nahe Berlin im Land Brandenburg. Seit 2011 führt er unter dem früheren Verlagsnamen „Stadthaus-Verlag“ einen Online-Verlag mit schöngeistiger Literatur.
Lenz ist zum zweiten Mal verheiratet und hat drei Kinder.

## Auszeichnungen
- 1991: 1. Preis in einer Ausschreibung zusammen mit dem Tag der offenen Tür: „Wer schreibt das beste Volksstück mit dem Thema Mauerfall?“ mit dem Stück Die Mauerspechte, aufgeführt im November 93 im Hebbel-Theater unter dem Titel Nie wieder Köpenick. Mit Ezard Haußmann, Brigitte Mira, Wolfgang Gruner, Horst Pinnow, Wolfgang Bahro und Debora Weigert. Regie: Brigitte Grothum.
- 2010: Brandenburgischer Literaturpreis für Verse auf der Kachelwand.

## Veröffentlichungen
Romane
- Mein Schweden. Tagebuchroman. 2015, ISBN 978-3-922299-44-8.
- Heimkehr in Schweden. Roman.  2016, ISBN 978-3-922299-46-2.
- Die Stadt, ein Bauhelm und der Atomdoktor. Roman. 2018, ISBN 978-3-922299-54-7

Erzählungen
- Schwedischer Flickenteppich. Band 1: Odin und andere Käuze. PIT, Berlin 1973, unter Pseudonym; Band 2: Rot und Grün / APO in Berlin, Leben in Schweden. PIT, Berlin 1976.
- Hüttenleben oder Das rote Tuch Emanzipation. PIT, Berlin 1974, unter Pseudonym Heinz Vorberg.
- Altmännerfrühling. PIT, Berlin 1975, unter Pseudonym Heinz Vorberg.
- Sprechchorreime der APO. total-hirsch-verlag, Berlin 1969.
- Die letzten Tage des Kommissars, Erzählungen und Zetteltexte. 2015, ISBN 978-3-922299-43-1.
- Der Buchladen. Aus: 68 – Es gab nicht nur Demos. Berlin  2018, ISBN 978-3-922299-53-0

Gedichte
- Lieben Sie Deutschland … / Buntkrauses Gekreuz. Selbstverlag, Bremen 1967, unter Pseudonym Horst Tanker
- Eine kleine Blindheit. (Mit einem Vorwort von Arno Reinfrank. Pegasus-Reihe Bd. 4) Berlin 1976, ISBN 3-922299-02-4
- Der Tag, als die Autos die Macht übernahmen (Mit Illustrationen von Christoph Niess, Pegasus-Reihe Bd. 8).  Berlin 1980, ISBN 3-922880-08-8
- Mein Schatz, das haut dich um, Verse auf der Kachelwand. Berlin 2016, ISBN 978-3-922299-48-6.

Theaterstücke
- Mensch bleibt Mensch (Schwank)
- Die Geburtstagsüberraschung (Schwank)
- Komm, Rheinländer tanzen! (Farce, unter dem Titel „Nie wieder Köpenick!“ in Berlin 1993 uraufgeführt)
- Berlin, nun freue dir! (Satire)
- Drei Heiratspaare und ein großer Schwindel (Schwank)
- Der Außerirdische, die Vernunft und das Bier (Burleske)
- Heute wird gemördert (Krimikomödie) im Verlag theaterbörse, Braunschweig
- Liebe, Geld und noch mehr Mörderisches (Krimigroteske) im Verlag theaterbörse, Braunschweig
- Der Friseursalon (Satire), Stadthaus-Verlag
- Sonja und ihr Roboter (Komödie), Stadthaus-Verlag
- Das Boot im Garten (Drama), Stadthaus-Verlag

Hörspiel
- Der gelbe Stern (Stadthaus-Verlag)

Anthologien
- Berlin – gesehen und erlebt ISBN 978-3922299-52-3